# Dennis Oliech
Dennis Oliech (ur. 2 lutego 1985 w Nairobi) – kenijski piłkarz grający na pozycji napastnika.

## Kariera klubowa
Oliech swą przygodę z futbolem rozpoczynał w Dagoretti Santos, następnie dołączył do Mathare United. W 2004 roku wraz z Reprezentacją Kenii brał udział w Pucharze Narodów Afryki i to także wtedy uznawano go za jednego z najbardziej obiecujących piłkarzy – obok Wayne’a Rooneya.
Po raz pierwszy w zawodowym futbolu wystąpił w 2003 roku w barwach katarskiego Al-Arabi. Pewnego razu proponowano mu nawet grę dla reprezentacji Kataru, jednak Dennis wybrał swój rodzimy kraj. W 2005 roku podpisał 4-letni kontrakt z FC Nantes, ale grę w tym klubie rozpoczął na początku 2006 roku. Następnie został wypożyczony do AJ Auxerre, by później z tym klubem podpisać kontrakt.
21 stycznia 2013 odszedł do AC Ajaccio.
| Sezon   | Klub       | Kraj                         | Rozgrywki              | Mecze | Bramki | Rozgrywki międzynarodowe | Mecze | Bramki |
| ------- | ---------- | ---------------------------- | ---------------------- | ----- | ------ | ------------------------ | ----- | ------ |
| 2003/04 | Al-Arabi   | Katar                        | QSL                    | ?     | ?      | –                        | –     | –      |
| 2004/05 | Al-Arabi   | Katar                        | QSL                    | ?     | ?      | –                        | –     | –      |
| 2005/06 | Al-Arabi   | Katar                        | QSL                    | 17    | 12     | –                        | –     | –      |
| 2005/06 | FC Nantes  | Francja                      | Ligue 1                | 9     | 2      | –                        | –     | –      |
| 2006/07 | FC Nantes  | Francja                      | Ligue 1                | 23    | 2      | –                        | –     | –      |
| 2007/08 | AJ Auxerre | Francja                      | Ligue 1                | 26    | 3      | –                        | –     | –      |
| 2008/09 | AJ Auxerre | Francja                      | Ligue 1                | 30    | 2      | –                        | –     | –      |
| 2009/10 | AJ Auxerre | Francja                      | Ligue 1                | 33    | 4      | –                        | –     | –      |
| 2010/11 | AJ Auxerre | Francja                      | Ligue 1                | 33    | 4      | Liga Mistrzów UEFA       | 7     | 0      |
| 2011/12 | AJ Auxerre | Francja                      | Ligue 1                | 33    | 10     | –                        | –     | –      |
| 2012/13 | AJ Auxerre | Francja                      | Ligue 2                | 17    | 3      | –                        | –     | –      |
| 2012/13 | AC Ajaccio | Francja                      | Ligue 1                | 12    | 3      | –                        | –     | –      |
| 2013/14 | AC Ajaccio | Francja                      | Ligue 1                | 17    | 1      | –                        | –     | –      |
| 2014/15 | AC Ajaccio | Francja                      | Ligue 2                | 21    | 4      | –                        | –     | –      |
| 2014/15 | Dubai FC   | Zjednoczone Emiraty Arabskie | Second Division League | 10    | 4      | –                        | –     | –      |
| 2018/19 | Gor Mahia  | Kenia                        | Kenyan Premier League  | 19    | 5      | –                        | –     | –      |